# 埃彭沃尔登
埃彭沃尔登是德国石勒苏益格－荷尔斯泰因州的一个市镇。总面积13.52平方公里，总人口799人，其中男性404人，女性395人（2011年12月31日），人口密度59人/平方公里。